# ألين دورفمان
ألين دورفمان (بالإنجليزية: Allen Dorfman)‏ هو شخصية أعمال أمريكي، ولد في 6 يناير 1923 في ديترويت في الولايات المتحدة، وتوفي في 20 يناير 1983 في لينكلنوود في الولايات المتحدة.